# 台灣電影票房透明化
台灣電影票房透明化是指台灣電影業對票房資訊的透明化過程。票房資訊尚未落實透明化前，片商時常以台北市票房收入乘上一至二倍，估算出台北市以外地區的票房收入。在中華民國文化部修正《電影法》第13條後，台灣戲院2016年6月起將票房資料回報給電腦票房統計系統。

## 背景
因早期台灣電影業的部分特殊原因，除了台北市有建置票房連線統計系統之外，台北市以外地區均未公開可信之票房資料，整個台灣電影市場至2016年6月11日前仍未有精準的票房資訊公布。而台灣電影業根據長年市場操作經驗，基本上以台北市首輪院線公映電影的票房收入（台北市影片商業同業公會）為基礎，並按電影類型的不同，以一至二倍之間估算出台北市以外地區的票房收入。在台灣電影市場逐年成長的同時，台北市以外地區的戲院數增加、設備超前台北市、影廳規模又大等等，致使台北市以外地區票房收入常比台北市票房收入有更好表現。

### 分帳
在台北市，片商與戲院的分潤方式採「比例拆帳制」，首週分帳比例由雙方協商決定，接著片商的分潤比例逐週遞減。
在台北市以外地區，部份戲院屬於「點數戲院」，多處偏遠地區，片商與點數戲院的分潤方式採「點數拆帳制」，每家戲院點數不同，每部片的點數也不同（通常介於一至十點間），一點等於千分之一。若電影在台北市票房收入為新台幣1000萬元，片商和台北市以外地區的點數戲院映前協商結果為兩點，無論電影在此戲院的票房收入為多少，片商最終只會從這間戲院拿回新台幣2萬元，並且會是該電影在這間戲院的票房成績。當同一部電影在台北市以外地區上映，以分帳方式給片商的錢，會比點數方式多好幾倍。根據2015年資料顯示，在台北市以外地區，採「比例拆帳制」的威秀影城市佔率38%，實行「比例、點數拆帳」雙軌制的國賓影城與秀泰影城市佔率42%，剩餘20%為小型影城和獨立戲院，80%由大型連鎖影城掌控。

### 娛樂稅
娛樂稅為台灣地方稅的一種，而娛樂稅的納稅義務在消費者身上，戲院等售票端則為代徵單位；電影票的售價就包含應收稅款，由戲院作為代徵機關，於次月代繳國庫。在台北市，因多數戲院之娛樂稅採隨票徵收，電影票上均有娛樂稅徵之流水號。故過往片商和戲院為了分帳要稽查票房數字時，多數會查驗電影票之稅徵流水號。而現在則由片商公會（台北市影片商業同業公會）向業界公布票房資訊。在台北市以外地區，因其娛樂稅採包稅制，電影票上沒有娛樂稅徵之流水號，票房無從稽查。

## 透明化歷程
過往台北市以外地區票房收入疲弱不振的時候，分帳對於戲院和片商來說都較無爭議。在台灣電影市場開始逐年成長、台北市以外地區票房收入比台北市票房收入有更好表現之後，以往分帳的方式會使片商權益受損，有票房透明化的需求。文化部於2014年起正視此需求，舉辦公聽會、推動《電影法》修正案。隨著立法院2015年5月22日通過修法提案，規範戲院於新法施行後一年內建置電腦票房統計系統，並提供票房資料予文化部所建置的電腦票房統計系統；文化部編列新台幣1300萬元預算提供業者建置電腦票房統計系統，另編列新台幣2700萬元預算，補助戲院配合建置電腦票房統計系統的相關設備器材，以及其他器材升級的費用。
2016年5月4日，文化部頒佈行政公告，說明戲院提交票房資料的準則。6月11日，文化部開始從電腦票房統計系統接收到全國票房資料。8月12日，文化部舉行「如何落實《電影法》第13條，促進全國電影票房系統透明化」公聽會，會中主要達成兩項結論：
1. 針對現有票房資料，由文化部指定「國家電影中心」為其「指定電影相關法人、團體或機構」公布票房資訊，分成兩部份分別提供以會員登記方式的相關產業者查詢與對公眾公告[註 3]。
2. 文化部將邀集相關單位，就票房資訊信度改善，研議具體方案。

12月26日起，國家電影中心官網開放受理業界人士以會員方式每日查詢票房資訊，2017年1月5日起於國家電影中心官網開始針對公眾每月公告上映滿30天以上的電影票房資訊。而蒐集各方回饋意見後，將提出票房公告作業的改進方案，包括以每週公告規畫、研議縮短上映後票房資訊的間隔天數。2017年12月7日起，國家電影中心開始於每週四公告前週一至前週日正式上映已滿7日之單週票房資訊以及上映以來之累計票房資訊。
國家電影中心為了強化票房資訊信度，2017年起與中華民國財政部合作，將戲院提交票房資料與娛樂稅申報資料進行勾稽比對。財政部2018年8月起將電影片名納入娛樂稅必須申報欄位。

## 爭議
台灣電影早年的票房資料，戲院從用電話回報、後改用傳真，由公會統整資料提供給片商參考。2002年戲院公會（台北市電影戲劇商業同業公會）引入電腦系統。2016年雖全台已完成建置電腦票房統計系統，但回報方式仍採人工，只是將傳真改成電子檔表格，且戲院端售票系統並未與電腦票房統計系統連線。
在全台票房落實透明化之前以及之後，都曾發生過「全台票房冠軍」爭議，因各自片商對「冠軍」的定義不同，可能是週末兩天（六日）、週末三天（五六日）、提前上映日到週日的累計票房收入、加上口碑場的累計票房收入或是只參考台北市票房收入等等方式比較。
1990年開始，戲院公會（台北市電影戲劇商業同業公會）每週一彙整台北市首輪週末票房資訊，提供給片商公會（台北市影片商業同業公會），由片商公會向業界公布票房資訊。戲院公會在2015年8月曾不提供票房資訊給片商公會；戲院公會稱因為有片商拿公會所提供的資訊作為營利使用，造成會員不滿；片商公會則表示是戲院公會不滿政府新法。8月20日，影評人蔣孟宏稱「懷疑是排在《不可能的任務》後面的那部電影心生不滿才封鎖數字，塑造自己才是冠軍的假象」。8月21日，片商公會公布台北市第33週週末票房。原本由片商公會提供票房資訊給《蘋果日報》製作的全台週末票房排行榜，2015年第33週起因遭戲院公會擋下，改由片商各自自行提供。
2015年，豪華大戲院執行長在公司官網公布旗下戲院的實際票房資料，可能連帶影響戲院與片商分帳方式，因此遭到黑道人士毆打。
2020年3月，片商車庫娛樂表示過去四年戲院國賓影城回報的票房資料與自身監票蒐集差異很大，因此懷疑國賓吃票而向其提起訴訟。車庫另表示2019年9月按照日本片商要求監票在臺灣上映的《天气之子》，卻發現國賓提供的票數與車庫監票數字有異，車庫11月監看《82年生的金智英》等片國賓又發生平均票價驟減，因此車庫花四個月溝通與蒐證後決定向國賓提告。2023年6月，民事訴訟結果出爐，臺北地方法院判決國賓影城應賠563萬9900元。

## 外部連結
- 張凱文. . 台北市電影委員會. 2015-09-01  [2020-01-26]. （原始内容存档于2018-08-03）.